# کراس‌اور ترش
کراس‌اور ترش (انگلیسی: Crossover thrash) (اغلب به اختصار کراس‌اور) یک ژانر تلفیقی از ترش متال و هاردکور پانک است. این ژانر در تداومی بین هوی متال و هاردکور پانک قرار دارد. سایر ژانرهای موجود در همان زنجیره، مانند متال‌کور و گرایندکور، ممکن است با کراس‌اور ترش همپوشانی داشته باشند.

## کتابشناسی
- بلاش، استیون و پتروس، جورج (۲۰۰۱). هاردکور آمریکایی: تاریخ قبیله ای. لس آنجلس: خانه وحشی.شابک ‎۰−۹۲۲۹۱۵−۷۱−۷شابک 0-922915-71-7.
- واکسمن، استیو (۲۰۰۹). این تابستان عشق نیست: درگیری و متقاطع در هوی متال و پانک. برکلی، کالیفرنیا: انتشارات دانشگاه کالیفرنیا.شابک ‎۹۷۸−۰−۵۲۰−۲۵۳۱۰−۰شابک 978-0-520-25310-0.